# Ramon Diokno
Ramon Cigan Diokno (* 28. März 1886 in Taal, Provinz Batangas; † 21. April 1954) war ein philippinischer Journalist und Politiker der Nacionalista Party, der zwischen 1946 und 1949 Senator sowie 1954 Beigeordneter Richter am Obersten Gerichtshof der Philippinen war. Mit einer Amtszeit von nur zwei Monaten und elf Tagen war er der Beigeordnete Richter mit der bislang kürzesten Richterzeit am Obersten Gerichtshof.

## Leben

### Studium, Journalist und Abgeordneter
Diokno erhielt seine schulische Ausbildung zunächst in seiner Geburtsstadt Taal sowie einer Privatschule in Manila, ehe er ein Studium der Rechtswissenschaften am Colegio de San Antonio de Padua bei Professor Ignacio Villamor absolvierte. Während seines Studiums gründete er den Akademikerverband Asociacion Escolar de Filipinas und wurde zu dessen ersten Präsidenten gewählt. Nach Abschluss seines Studiums nahm er im April 1905 eine Tätigkeit als Rechtsanwalt auf. Später gründete er das Colegio la Ilustracion und war Chefredakteur sowie Herausgeber der Tageszeitungen La Fraternidad sowie El Nacionalista. Des Weiteren fungierte er als Präsident des Unternehmensverbandes Union del Trabajo de Filipinas sowie als Ehrenpräsident der Union de Marinus de Filipinas. Darüber hinaus engagiere er sich in der Freimaurerei und begründete die Sinkuan-Loge sowie die Hilad-Loge und war zwei Jahre deren Meister vom Stuhl. Ferner gehörte er zu den Mitgründern der Großloge der Philippinen (Gran Logia Regional de Filipinas).
Sein politisches Engagement begann Diokno 1916, als er zum Mitglied der Philippinischen Legislativversammlung (Philippine Legislature) im nördlichen Ersten Bezirk von Batangas gewählt wurde. 1919 gehörte er zu den Mitgründern des Far Eastern College, aus dem später die José Rizal University hervorging. Bei einer Nachwahl am 18. Februar 1933 wurde er im nördlichen Ersten Bezirk von Batangas wieder zum Mitglied der Legislativversammlung gewählt. Er wurde damit Nachfolger von Antonio de las Alas, der sein Mandat zuvor niedergelegt hatte, nachdem er zum Minister für öffentliche Arbeiten und Kommunikation ernannt worden war.
Bei den ersten Wahlen im Commonwealth der Philippinen am 17. September 1935 war Diokno einer der Hauptwahlkampfmanager von Manuel Quezon, dem anschließenden Präsidenten. Dieser ernannte ihn zu seinem Berater.

### Senator und Richter am Obersten Gerichtshof
Nach Ende des Zweiten Weltkrieges wurde er für eine dreijährige Wahlzeit zum Senator gewählt und gehörte dem Senat zwischen 1946 und 1949 an. Bei der Wahl am 23. April 1946 erreichte er mit 583.598 Wählerstimmen (22,7 Prozent) den 14. Platz von 16 zu vergebenden Senatssitzen.
Danach war er in Wirtschaft tätig und fungierte als Berater der Philippine National Bank, der Manila Railroad Company, der Manila Hotel Company, des National Loan and Investment Board, des Metropolitan Water District, der National Development Company, der  Cebu Portland Cement Company und des National Produce Exchange.
1954 wurde Diokno Beigeordneter Richter am Obersten Gerichtshof der Philippinen, verstarb aber bereits zwei Monate und elf Tage später und war damit der Richter mit der kürzesten Amtszeit am Obersten Gerichtshof.
Diokno war mit der aus England stammenden Leonor Wright verheiratet. Aus dieser Ehe gingen zehn Kinder hervor, darunter Jose Diokno, der ebenfalls Senator sowie Justizminister war.